# 訃報 2018年4月
訃報 2018年4月（ふほう 2018ねん4がつ）では、2018年4月に物故した、又は物故が報じられた人物についてまとめる。

## (1日 - 15日)

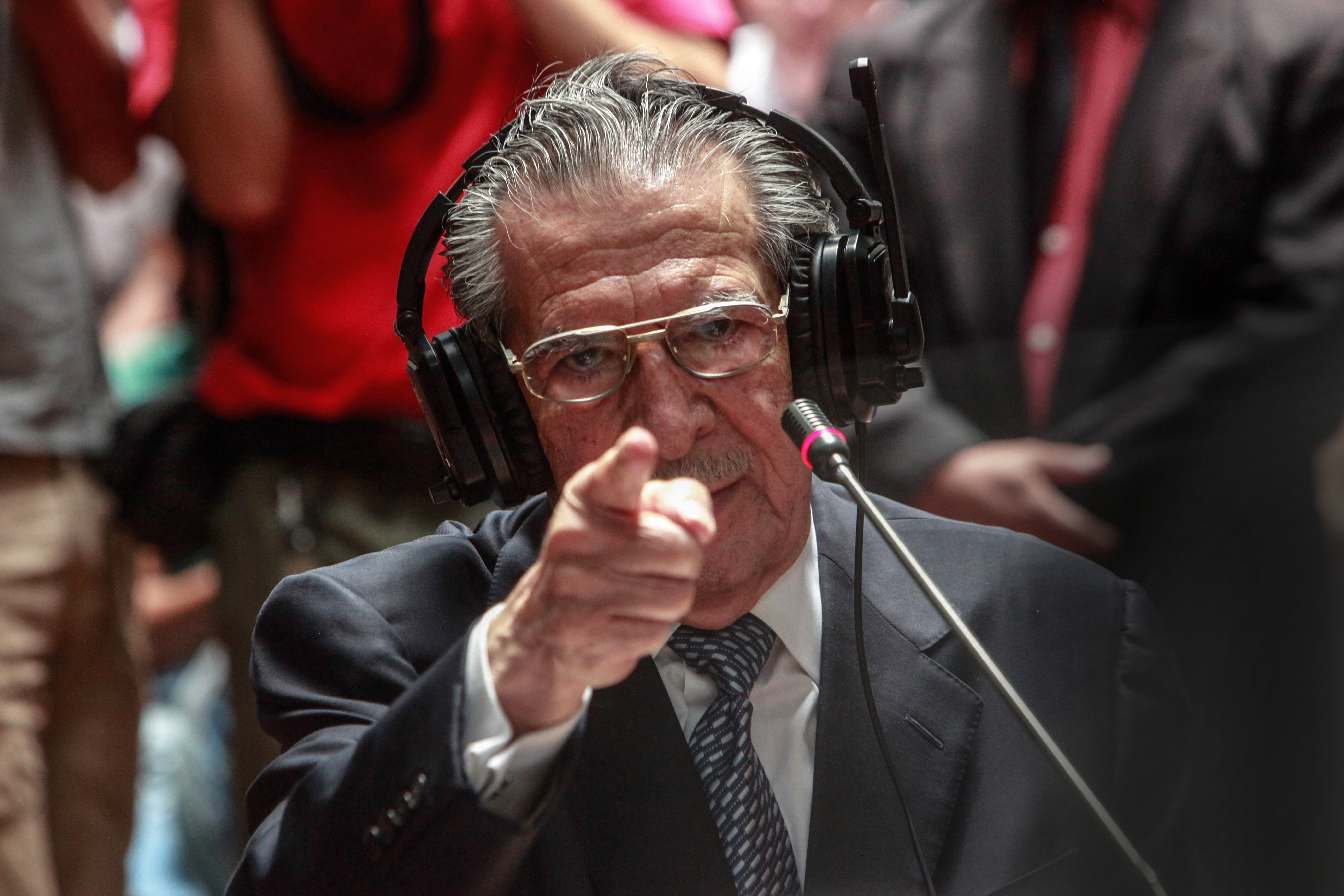
エフライン・リオス・モント／4月1日没

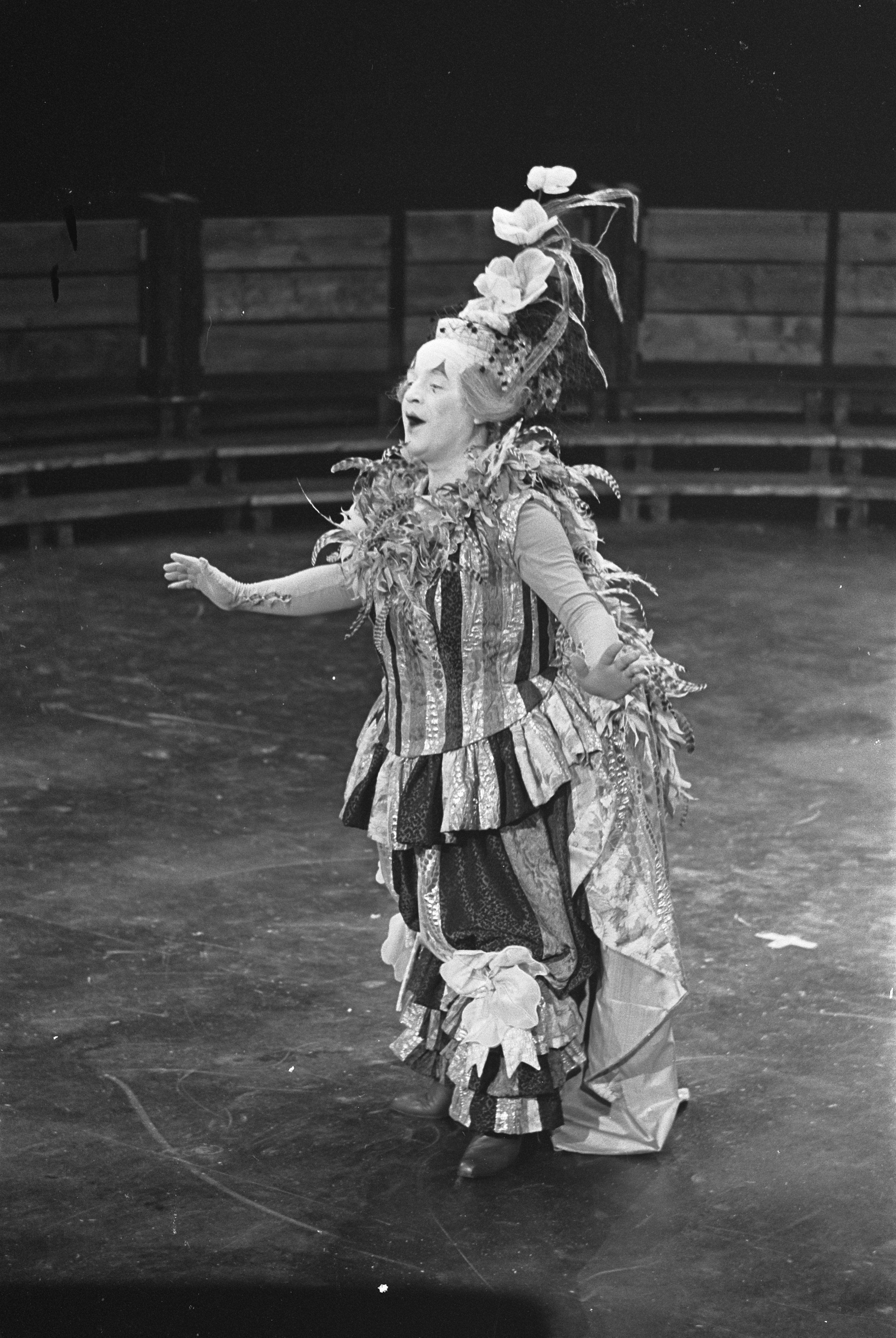
ミシェル・セネシャル／4月1日没

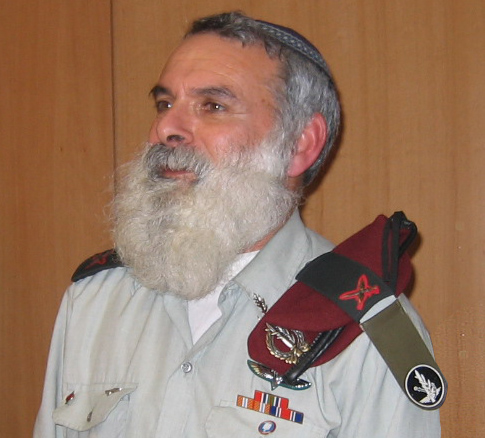
アビハイ・ロンツキ／4月1日没

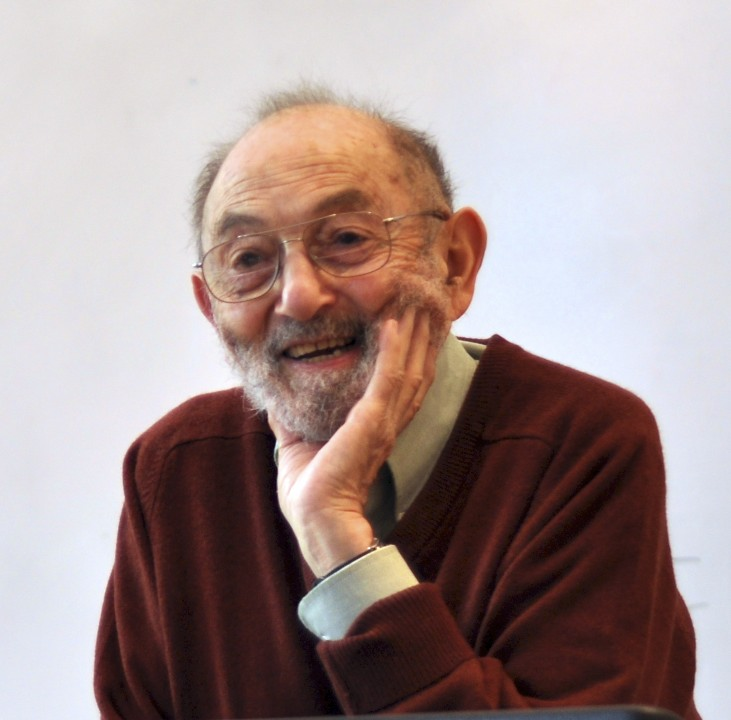
モリス・ハレ／4月2日没

ウィニー・マンデラ／4月2日没

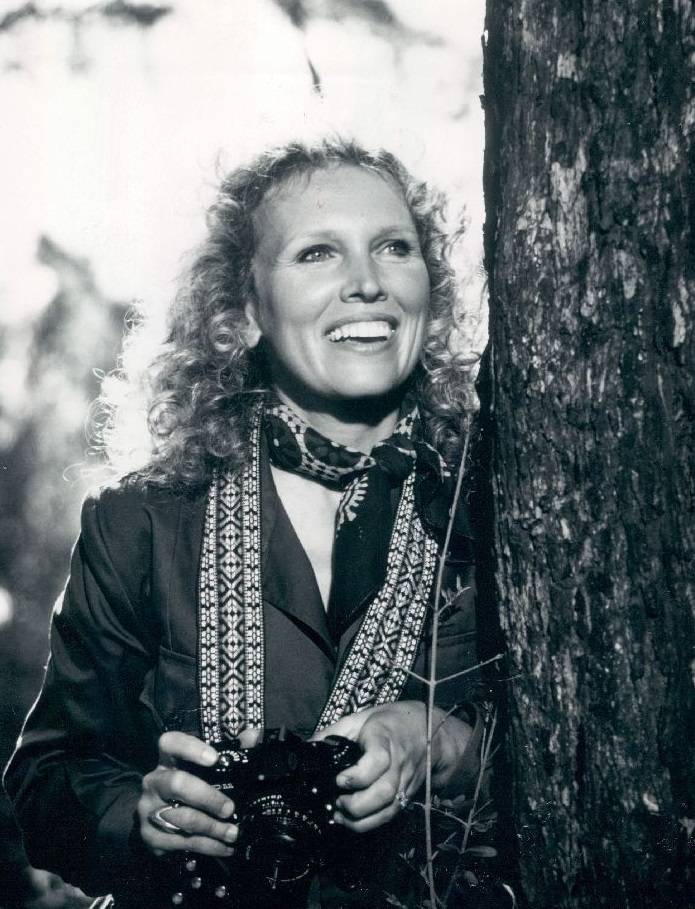
スーザン・アンスパッチ／4月2日没

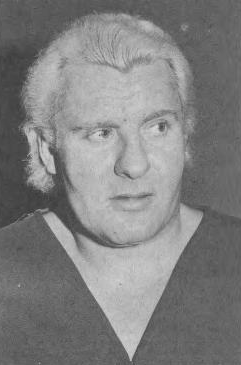
ジョニー・バリアント／4月4日没

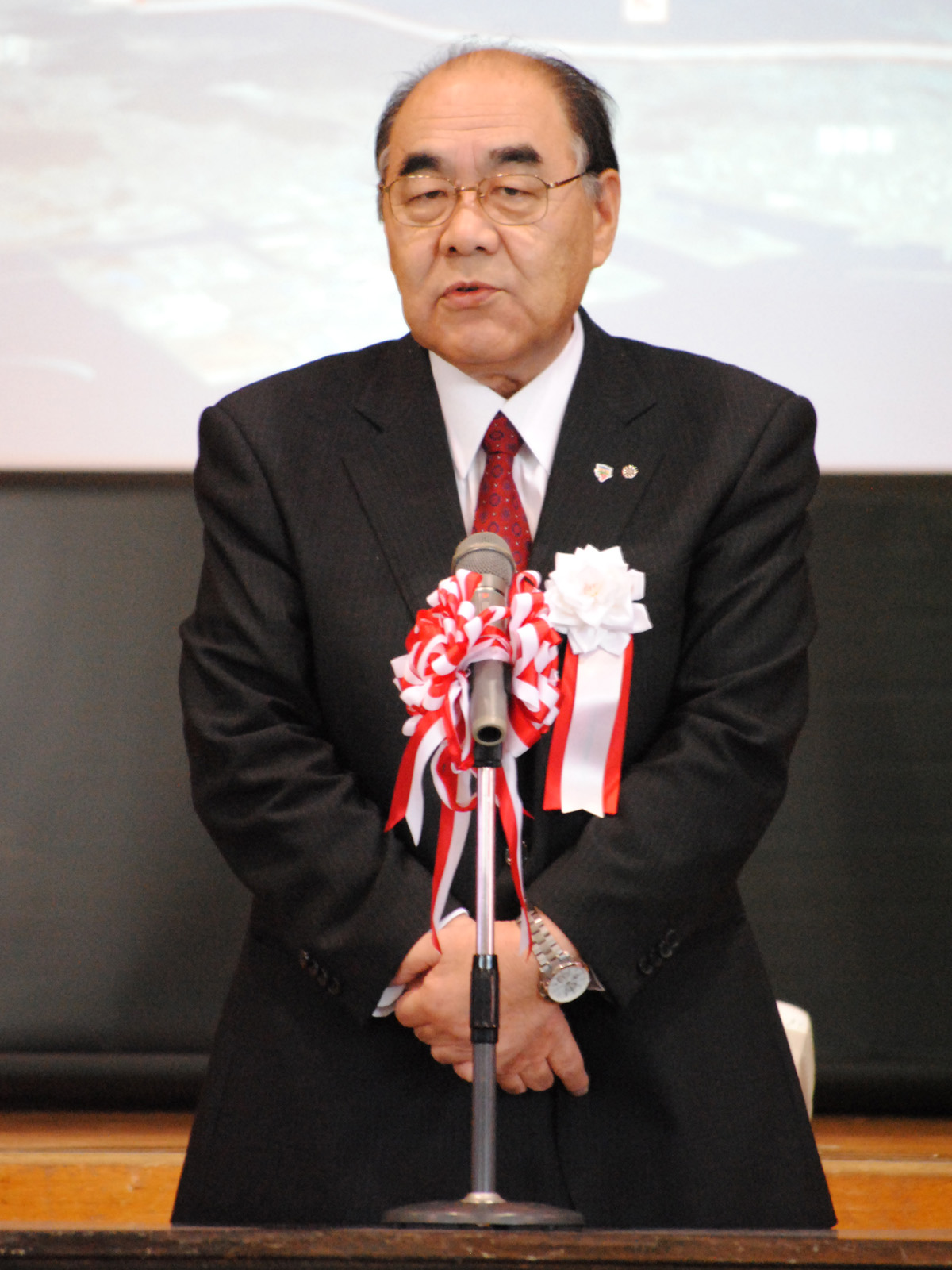
大須賀一誠／4月4日没

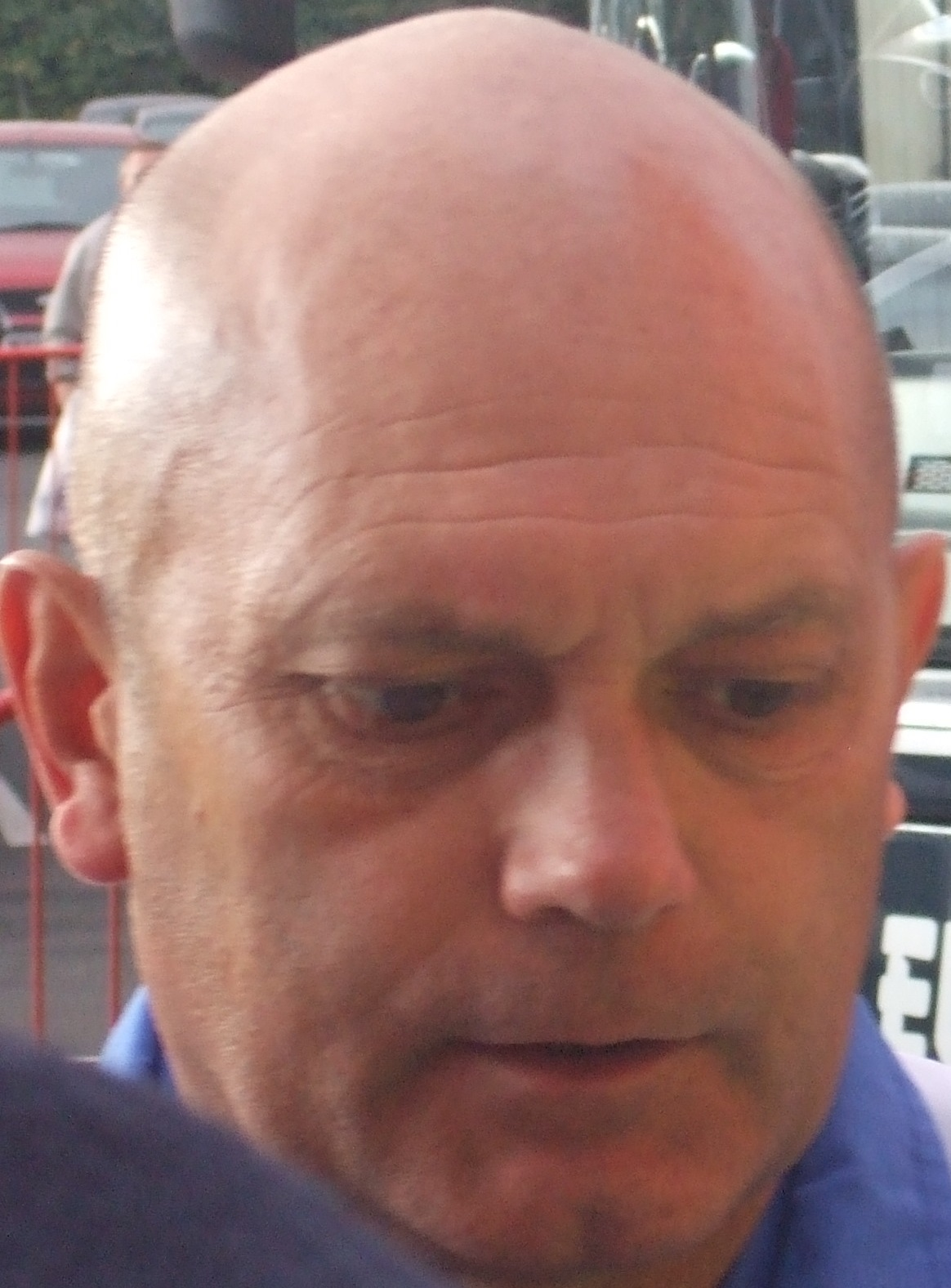
レイ・ウィルキンス／4月4日没

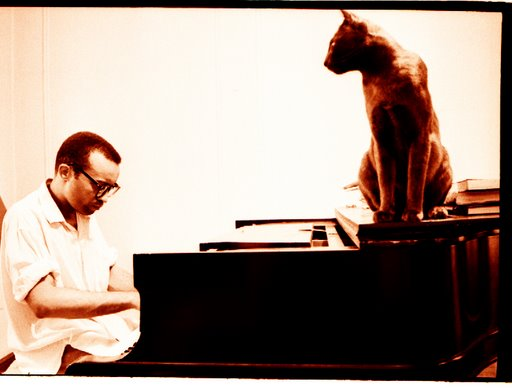
セシル・テイラー／4月5日没

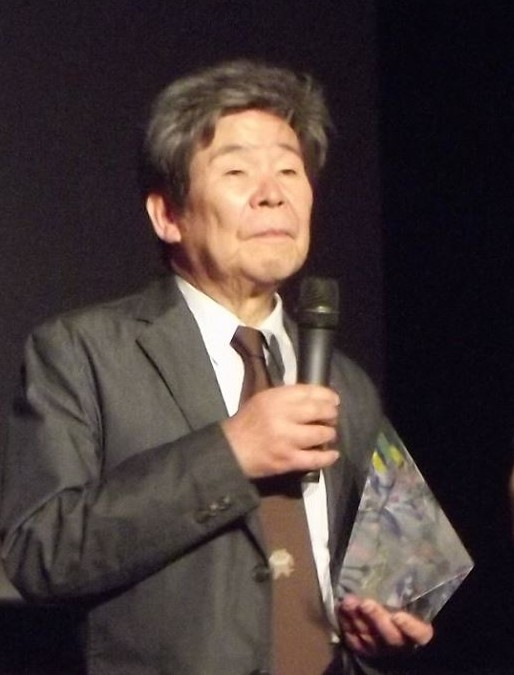
高畑勲／4月5日没

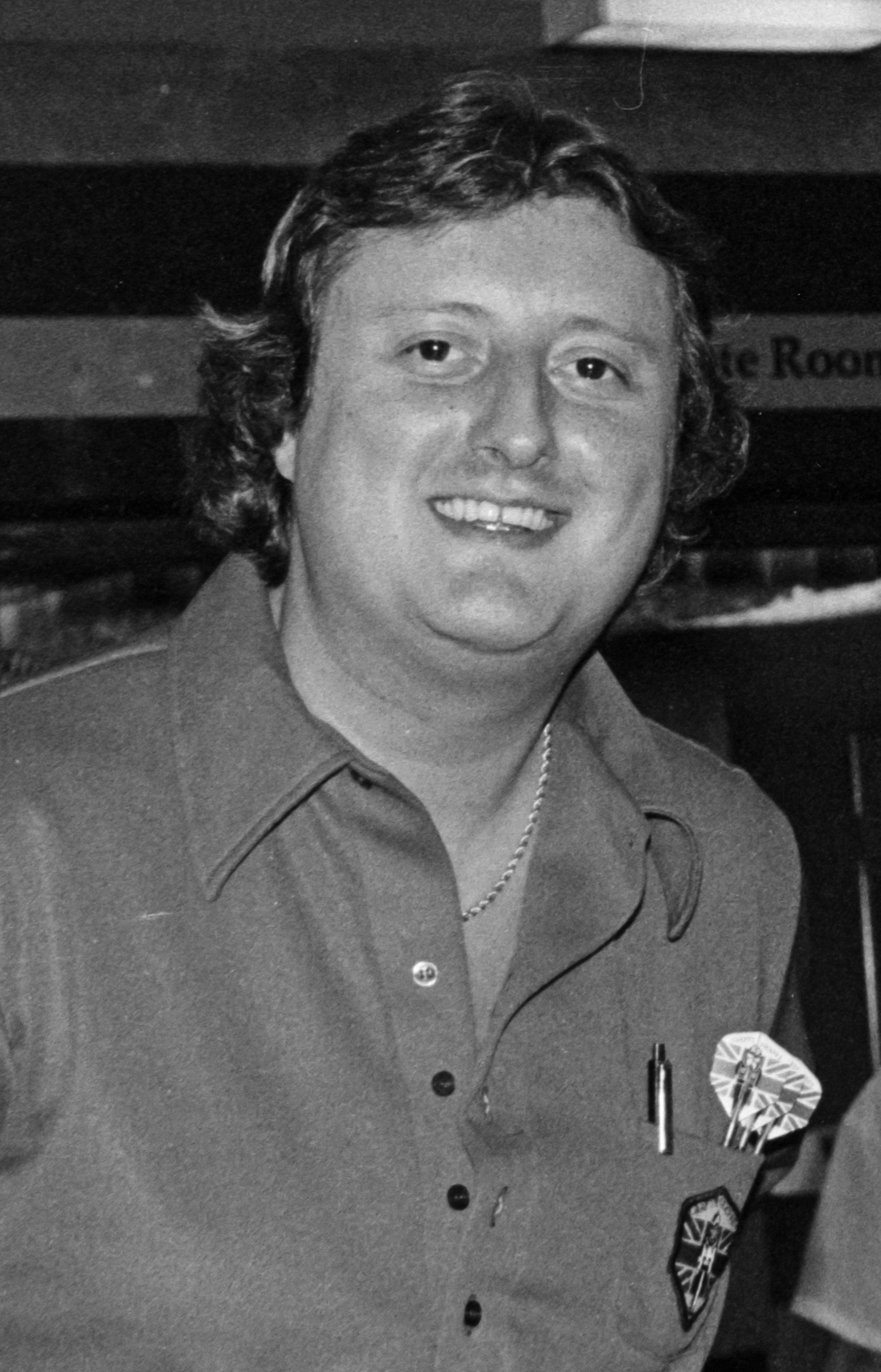
エリック・ブリストウ／4月5日没

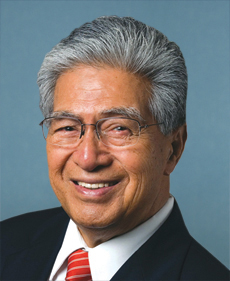
ダニエル・K・アカカ／4月6日没

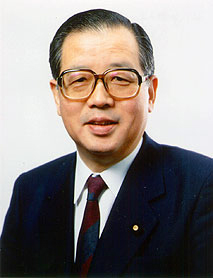
吉川芳男／4月6日没

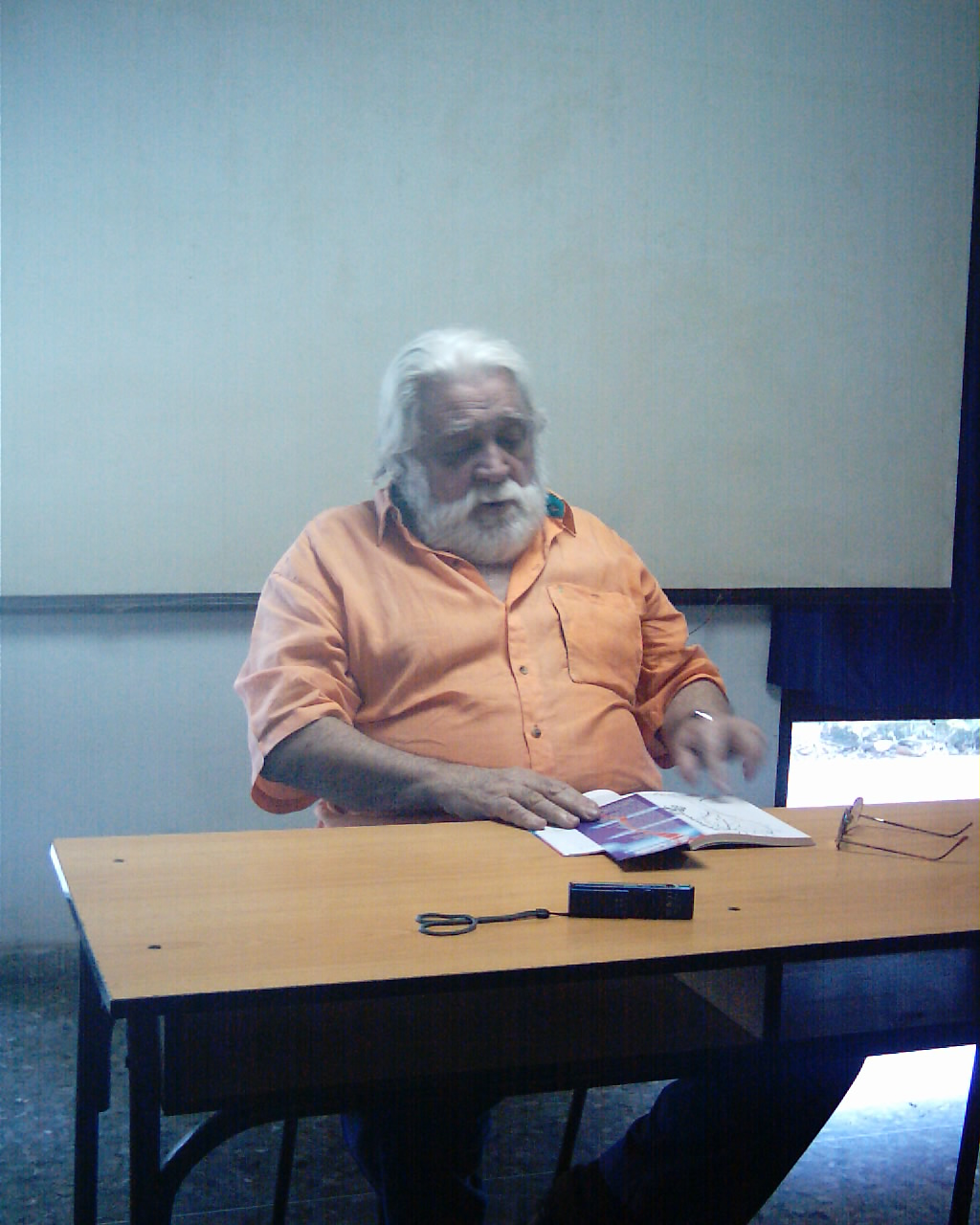
ダニエル・チャヴァリア／4月6日没

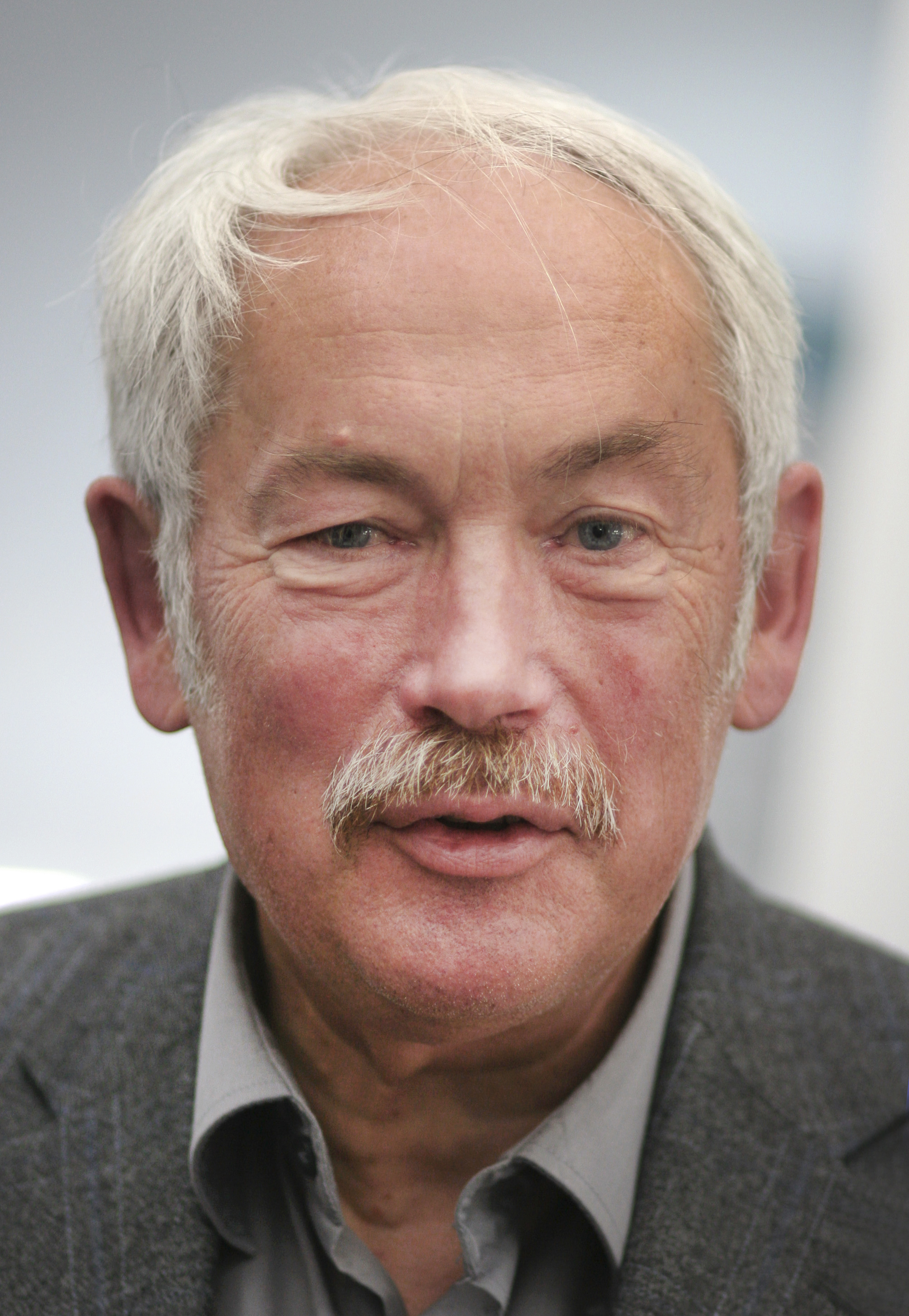
ペーター・グリューンベルク／4月7日没

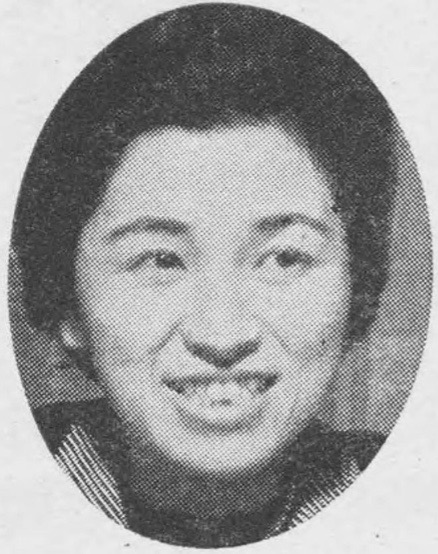
鍛冶千鶴子／4月8日没

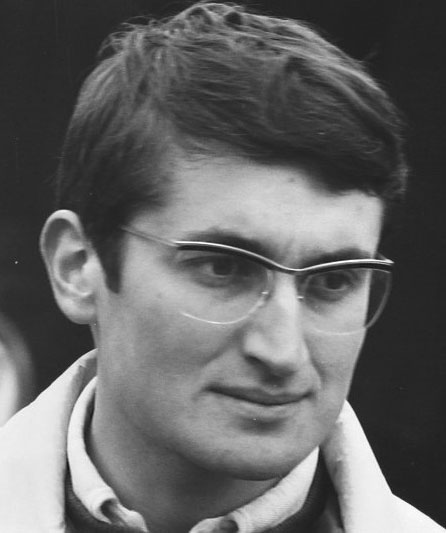
ジョン・マイルズ／4月8日没

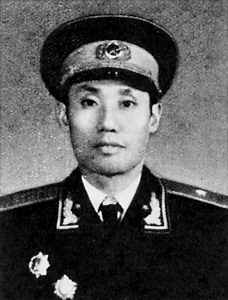
李耀文／4月10日没

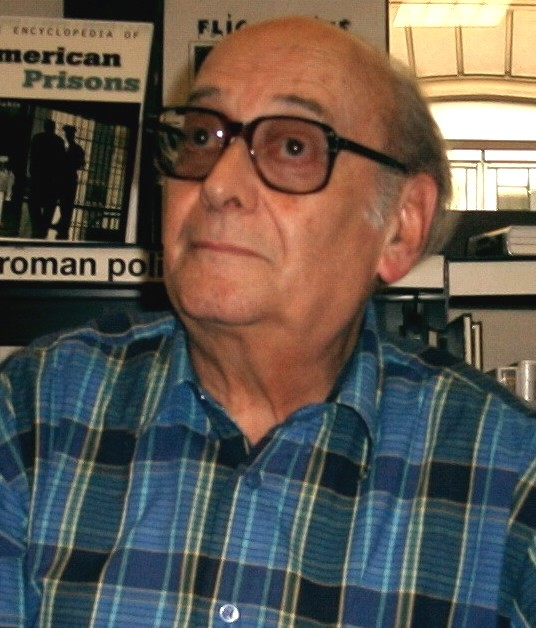
フレッド・カサック／4月12日没

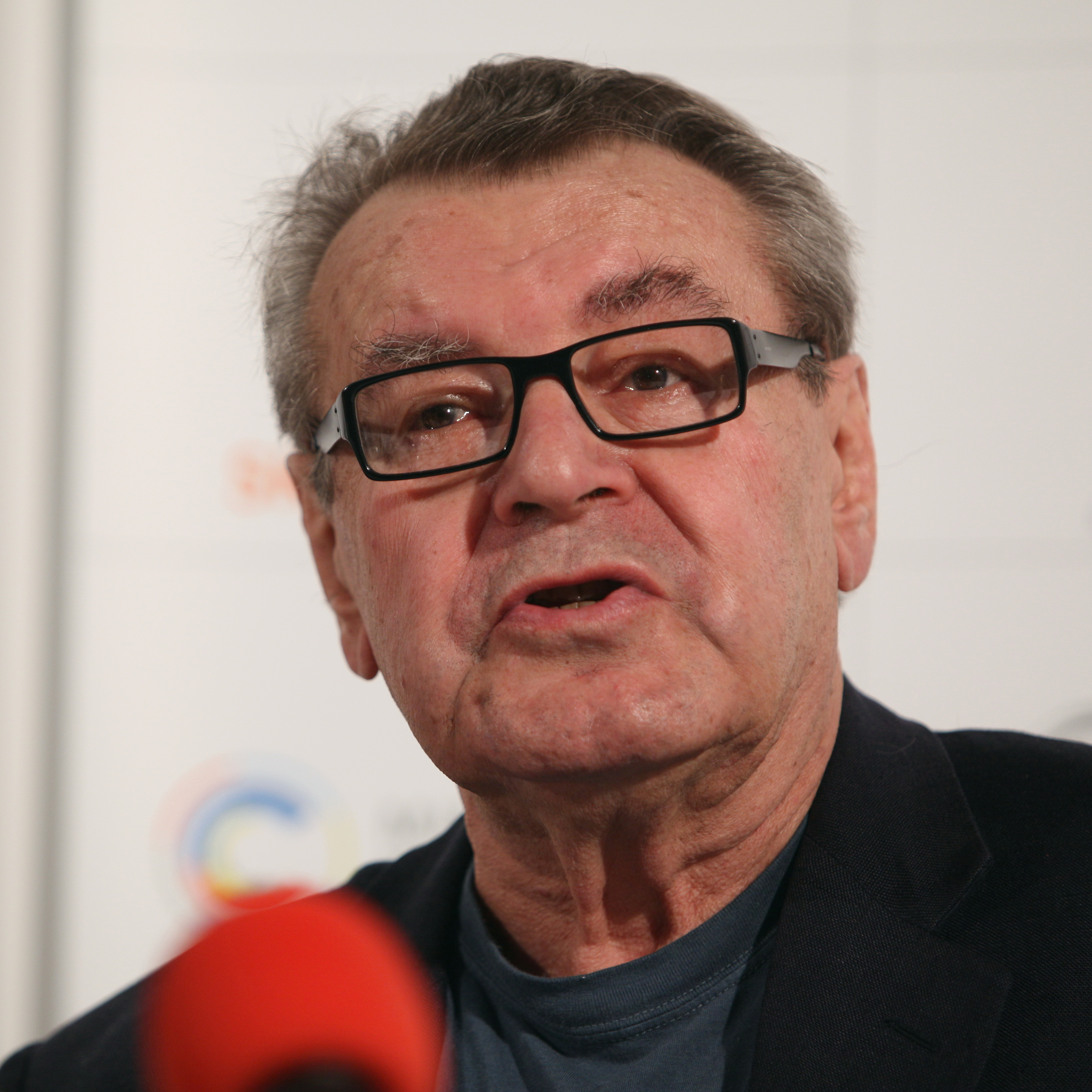
ミロス・フォアマン／4月13日没

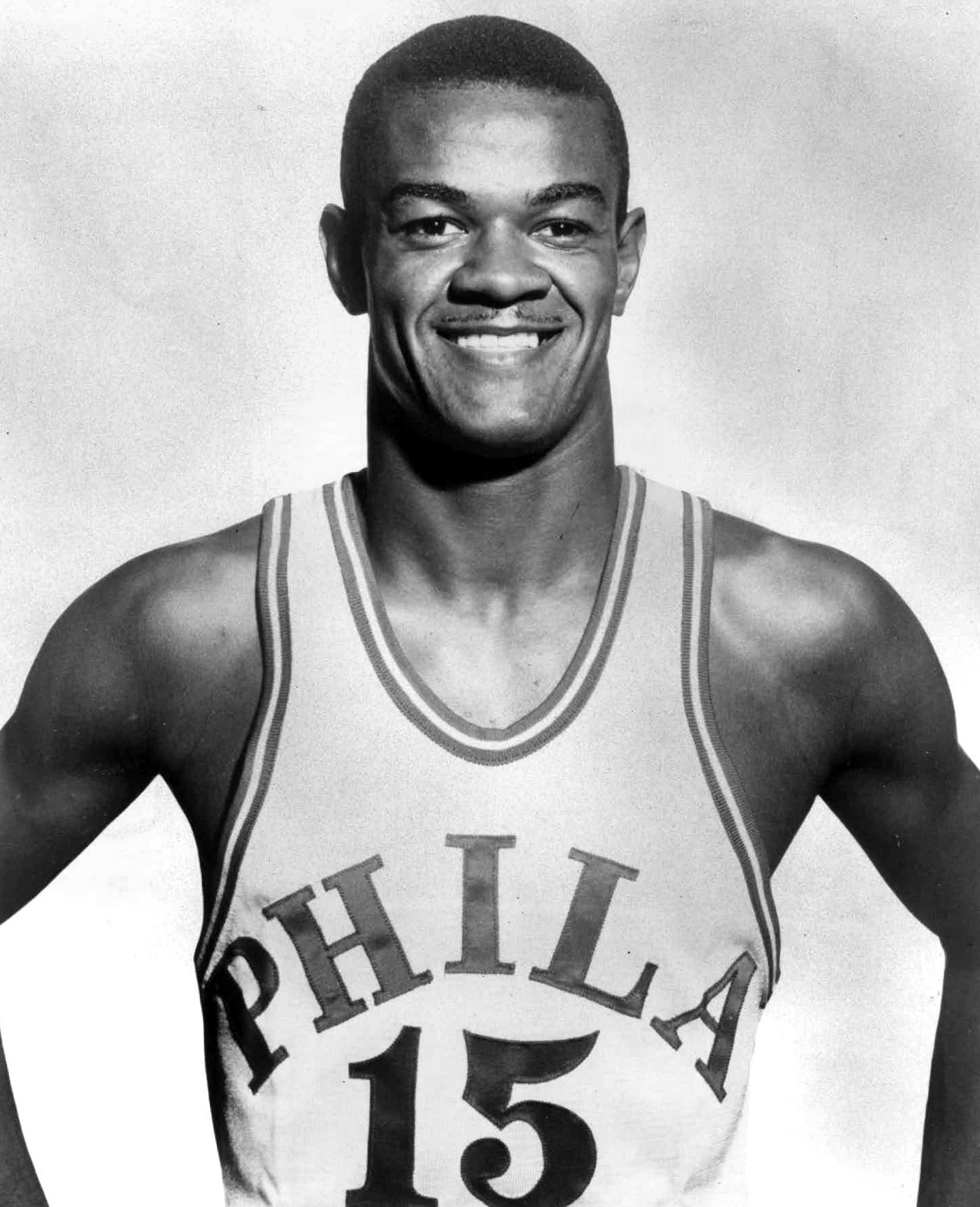
ハル・グリア／4月14日没

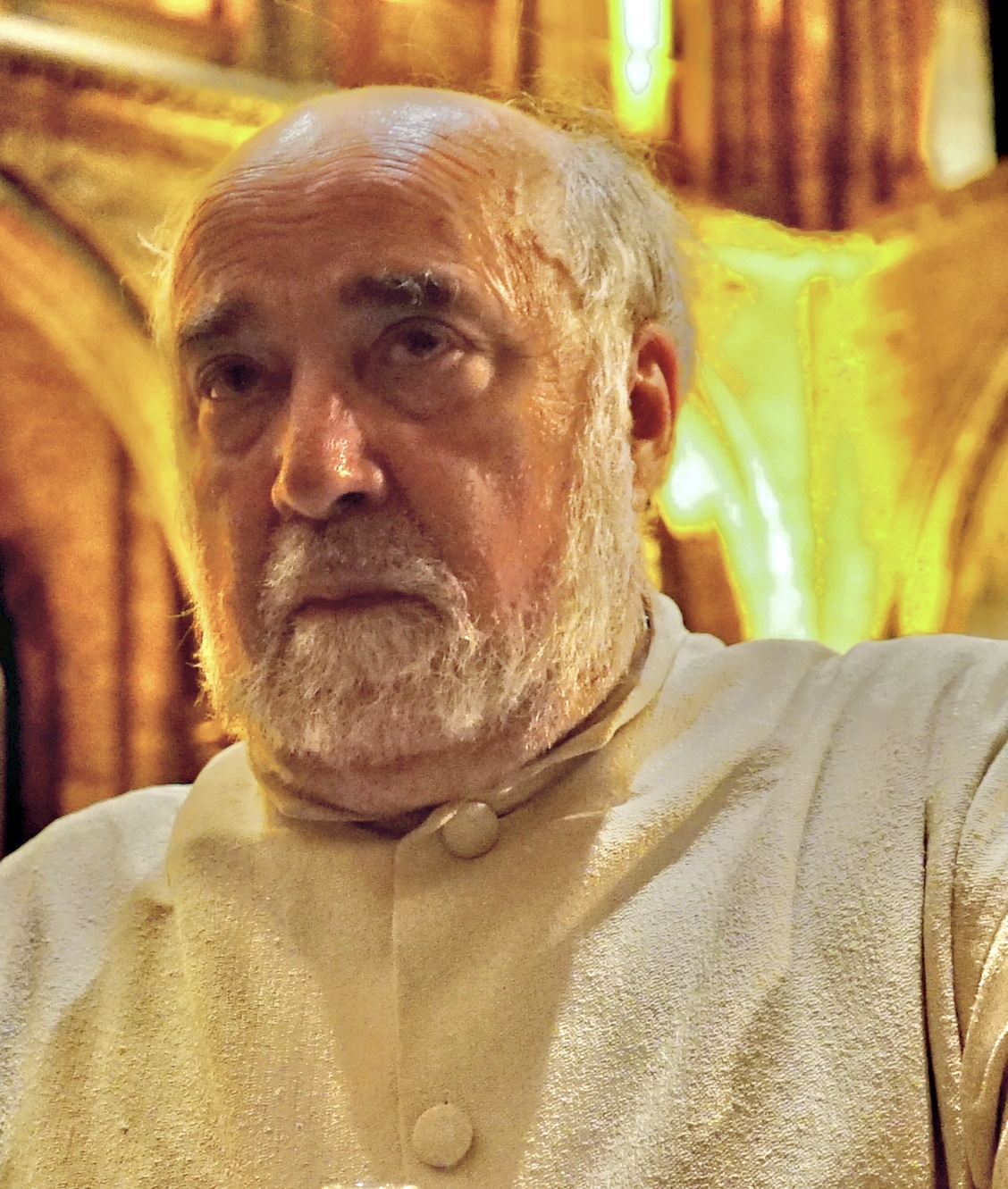
ジャン＝クロード・マルゴワール／4月14日没

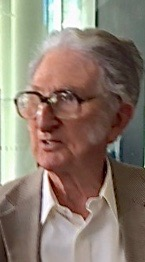
M・A・K・ハリデー／4月15日没

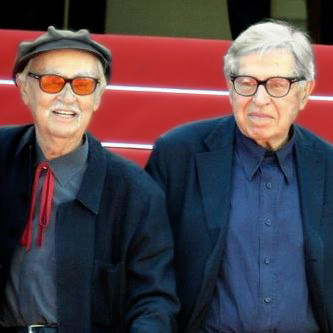
ヴィットリオ・タヴィアーニ（左）／4月15日没

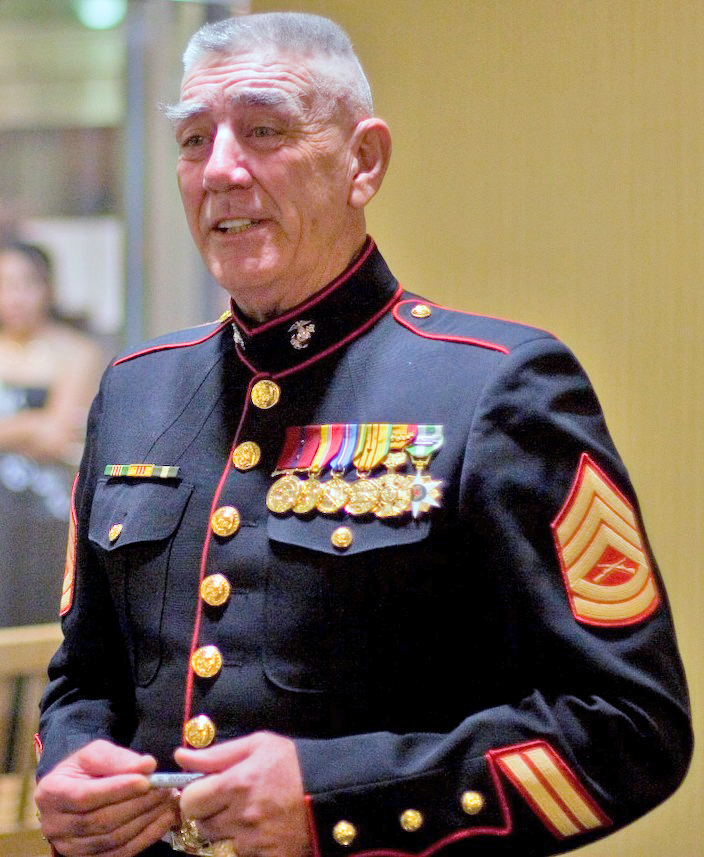
R・リー・アーメイ／4月15日没

- 4月1日 - 平山美智子、日本のソプラノ歌手（* 1923年）[1]
- 4月1日 - 鈴本禎一、日本の実業家、元日立金属副社長（* 1925年?）[2]
- 4月1日 - エフライン・リオス・モント、グアテマラの軍人、政治家、第26代同国大統領（* 1926年）[3]
- 4月1日 - ミシェル・セネシャル、フランスのテノール歌手（* 1927年）[4]
- 4月1日 - オードリー・モリス（ドイツ語版）、アメリカ合衆国のジャズ歌手、ピアニスト（* 1928年）[5]
- 4月1日 - カジミエシュ・ギェルジョード（ポーランド語版）、ポーランドのピアニスト、元ショパン音楽アカデミー教授・学長、元相愛大学客員教授（* 1936年）[6]
- 4月1日 - スティーヴン・ボチコー（英語版）、アメリカ合衆国のテレビプロデューサー、脚本家（* 1943年）[7]
- 4月1日 - アビハイ・ロンツキ、イスラエルの職業軍人、ラビ（* 1951年）[8]
- 4月1日 - 剛しいら、日本のボーイズラブ小説家 （* 生年不詳）[9]
- 4月2日 - モリス・ハレ、ラトビア出身のアメリカ合衆国の言語学者（* 1923年）[10]
- 4月2日 - 長岡實、日本の官僚、元大蔵事務次官、日本たばこ産業初代社長（* 1924年）[11]
- 4月2日 - 内田稔、日本の俳優（* 1927年）[12]
- 4月2日 - 左近司昌弘、日本の実業家、元ツムラ取締役（* 1930年?）[13]
- 4月2日 - 肥田野昌之、日本の国文学者、獨協大学名誉教授（* 1931年）[14]
- 4月2日 - 金両基、在日韓国人の演劇学者、評論家、元静岡県立大学教授（* 1933年）[15]
- 4月2日 - ウィニー・マンデラ、南アフリカ共和国の女性活動家、政治家、ネルソン・マンデラの2番目の妻（* 1936年）[16]
- 4月2日 - 金賛汀、在日韓国人のノンフィクション作家（* 1937年）[17]
- 4月2日 - スーザン・アンスパッチ、アメリカ合衆国の女優（* 1942年）[18]
- 4月2日 - ローラ・ロスロフ（英語版）、アメリカ合衆国のイラストレーター（* 1948年）[19]
- 4月2日 - エマニュエル・コーシー（フランス語版）、フランスの医師、登山ガイド（* 1960年）[20]
- 4月2日 - 柴尾英令、日本のゲームクリエーター、作家（* 1962年）[21]
- 4月2日 - アフメド・ジャンカ・ナベイ（英語版）、シエラレオネのミュージシャン（* 1964年）[22]
- 4月3日 - 雷震（中国語版）、香港の俳優（* 1933年）[23]
- 4月3日 - リル・バブス（スウェーデン語版）、スウェーデンの歌手（* 1938年）[24]
- 4月3日 - ロン・ダンバー（英語版）、アメリカ合衆国のソングライター（* 1940年）[25]
- 4月3日 - 日高晤郎、日本の俳優、声優、ラジオパーソナリティ（* 1944年）[26]
- 4月3日 - 牧誠、日本の実業家、メルコホールディングス創業者（* 1948年）[27]
- 4月4日 - 田中圭一、日本の近世史学者、元筑波大学教授（* 1931年）[28]
- 4月4日 - 藤森英二、日本の政治家、元福島県郡山市長（* 1932年）[29]
- 4月4日 - スーン＝テック・オー、アメリカ合衆国の俳優（* 1943年）[30]
- 4月4日 - ジョニー・バリアント、アメリカ合衆国のプロレスラー、マネージャー（* 1946年）[31]
- 4月4日 - 大須賀一誠、日本の政治家、愛知県幸田町長（* 1948年）[32]
- 4月4日 - レイ・ウィルキンス、イングランドのサッカー選手・指導者（* 1956年）[33]
- 4月4日 - 高桑守史、日本の民俗学者、大東文化大学名誉教授（* 1945年）[34]
- 4月5日 - 近藤年子、日本のファッションデザイナー（* 1920年）[35]
- 4月5日 - 加藤栄、日本の政治家、元三重県鈴鹿市長（* 1927年）[36]
- 4月5日 - ヴォルフガング・シュトラウス、ドイツの作曲家、指揮者（* 1927年）[37]
- 4月5日 - イリーナ・トクマコーワ（ロシア語版）、ロシアの作家（* 1929年）[38]
- 4月5日 - セシル・テイラー、アメリカ合衆国のピアニスト、詩人（* 1929年）[39]
- 4月5日 - 高畑勲[40]、日本のアニメーション監督、演出家（* 1935年）[41]
- 4月5日 - ユーリ・アブラモチキン（ロシア語版）、ロシアの報道写真家（* 1936年）[42]
- 4月5日 - 森永純、日本の写真家（* 1938年）[43]
- 4月5日 - 川越昭夫、日本の登山家（* 1938年）[44]
- 4月5日 - 永野為光、日本の実業家、元東北放送社長（* 1939年）[45]
- 4月5日 - 杉本貴志、日本のインテリアデザイナー、武蔵野美術大学名誉教授（* 1945年）[46]
- 4月5日 - エリック・ブリストウ、イギリスのダーツプレイヤー（* 1957年）[47]
- 4月6日 - ダニエル・K・アカカ、アメリカ合衆国の政治家、下院・上院議員（* 1924年）[48]
- 4月6日 - エドラ・ヴァン・ステーン（英語版）、ブラジルの作家（* 1929年）[49]
- 4月6日 - ドロシー・ガーロック（英語版）、アメリカ合衆国の作家（* 1929年）[50]
- 4月6日 - 池田龍夫、日本のジャーナリスト、評論家、元毎日新聞中部本社編集局長（* 1931年）[51]
- 4月6日 - 吉川芳男、日本の政治家、元自由民主党参議院議員、第68代労働大臣（* 1931年）[52]
- 4月6日 - 中川一郎、日本の地球物理学者、京都大学名誉教授（* 1932年）[53]
- 4月6日 - ダニエル・チャヴァリア、ウルグアイ出身・キューバ国籍の小説家（* 1933年）[54]
- 4月6日 - 藤田政壽、日本の政治家、元栃木県黒磯市長、那須塩原市名誉市民（* 1933年）[55]
- 4月6日 - 下西康嗣、日本の化学者、元長浜バイオ大学学長、大阪大学名誉教授（* 1937年）[56]
- 4月6日 - アレクサンドル・クルロビッチ、ベラルーシの重量挙げ選手、1988年ソウル・1992年バルセロナオリンピック金メダリスト（* 1961年）[57]
- 4月6日 - ヤセル・ムルタジャ（英語版）、パレスチナのジャーナリスト（* 1987年、もしくは1988年）[58]
- 4月7日 - 加藤廣、日本の小説家（* 1930年）[59]
- 4月7日 - ペーター・グリューンベルク、ドイツの物理学者、ノーベル物理学賞受賞者（* 1939年）[60]
- 4月7日 - ゲルト・ホンジク（英語版）、オーストリアの作家、ホロコースト否定論者（* 1941年）[61]
- 4月7日 - 渡辺浩一（KOICHI）、日本のキックボクシング選手・トレーナー（* 1980年）[62]
- 4月8日 - 江橋慎四郎、日本の体育学者、元鹿屋体育大学学長、東京大学名誉教授（* 1920年）[63]
- 4月8日 - 鍛冶千鶴子、日本の弁護士、評論家、元国民生活センター会長（* 1923年）[64]
- 4月8日 - アルフォンソ・モセスティ、イタリアのヴァイオリニスト（* 1924年）[65]
- 4月8日 - レイア・アバシゼ（英語版）、ジョージアの女優（* 1929年）[66]
- 4月8日 - チャック・マッキャン（英語版）、アメリカ合衆国の俳優、声優（* 1934年）[67]
- 4月8日 - ユライ・ヘルツ（チェコ語版）、チェコの映画監督（* 1934年）[68]
- 4月8日 - 野添憲治、日本のノンフィクション作家（* 1935年）[69]
- 4月8日 - ネイサン・デイヴィス（英語版）、アメリカ合衆国のハード・バップジャズ演奏家（* 1937年）[70]
- 4月8日 - 植田康夫、日本の編集者、ジャーナリスト、上智大学名誉教授（* 1939年）[71]
- 4月8日 - ジョン・マイルズ、イギリスのレーシングドライバー（* 1943年）[72]
- 4月8日 - フョードル・コルチン、ソビエト連邦出身のエストニアのノルディック複合選手（* 1957年）[73]
- 4月8日 - マイケル・ホーラールツ（英語版）、ベルギーのロードレース選手（* 1994年）[74]
- 4月9日 - 坂上富男、日本の政治家、元衆議院議員【日本社会党・民主党所属】（* 1927年）[75]
- 4月9日 - 叡南覚照、日本の僧侶、天台宗大僧正、延暦寺一山玉照院住職（* 1927年）[76]
- 4月9日 - 神前美津男、日本の実業家、元テレビ和歌山会長（* 1927年?）[77]
- 4月9日 - ジグジドゥ・ムンフバト、モンゴルのブフ（モンゴル相撲）横綱、1968年メキシコシティーオリンピックレスリング重量級銀メダリスト、白鵬翔の父（* 1941年）[78]
- 4月9日 - 陳秋盛（中国語版）、中華民国の指揮者（* 1942年）[79]
- 4月9日 - 後藤完夫、日本のアメリカンフットボール解説者（* 1942年）[80]
- 4月9日 - イヴァン・ミャータン、スロバキアの政治家、元同国文化相（* 1958年）[81]
- 4月10日 - 李耀文、中華人民共和国の元軍人、元海軍政治委員（* 1918年）[82]
- 4月10日 - 呉南生（中国語版）、中華人民共和国の政治家（* 1922年）[83]
- 4月10日 - 宇佐美治、日本のハンセン病瀬戸内訴訟原告団代表（* 1927年）[84]
- 4月10日 - 中元清純、日本の作曲家、元宝塚歌劇団理事（* 1930年）[85]
- 4月10日 - 佐藤宣男、日本の国語学者、福島大学名誉教授（* 1937年）[86]
- 4月10日 - イヴォンヌ・ステイプルズ、アメリカ合衆国の歌手、ザ・ステイプル・シンガーズメンバー（* 1938年）[87]
- 4月10日 - ファーギー・マコーミック（英語版）、ニュージーランドのラグビー選手、元ラグビーニュージーランド代表（* 1939年）[88]
- 4月10日 - ジーン・マルゾーロ（英語版）、アメリカ合衆国の絵本作家（* 1942年）[89]
- 4月10日 - J・D・マクラッチー（英語版）、アメリカ合衆国の詩人（* 1945年）[90]
- 4月10日 - 平山耕三、日本の実業家、前サガテレビ社長（* 1946年?）[91]
- 4月10日 - 前田恵美子、日本の水俣病認定患者、水俣市立水俣病資料館語り部（* 1954年）[92]
- 4月11日 - ジリアン・エアーズ（英語版）、イギリスの抽象画家（* 1930年）[93]
- 4月11日 - パトリック・F・マクマナス（英語版）、アメリカ合衆国の作家（* 1933年）[94]
- 4月11日 - 武田正利、日本の実業家、元カネカ社長（* 1937年）[95]
- 4月11日 - 若尾真一郎、日本のイラストレーター、前東京工芸大学学長（* 1942年）[96]
- 4月11日 - カレン・ダウィシャ（英語版）、アメリカ合衆国の政治学者、マイアミ大学教授、同大学ハビグハースト・ロシア&ソヴィエト研究所長（* 1949年）[97]
- 4月11日 - ポリゼニ・パパペトロウ（英語版）、オーストラリアの写真家（* 1960年）[98]
- 4月11日 - 港太郎、日本のキックボクシング選手（* 1971年）[99]
- 4月11日 - ティミー・マトリー（英語版）、アイルランドの歌手、オーバートーンズ（英語版）メンバー（* 1982年）[100]
- 4月12日 - 武田清子、日本の思想史学者、国際基督教大学名誉教授（* 1917年）[101]
- 4月12日 - 胡承志（英語版）、中華人民共和国の古生物学者、古人類学者、北京原人人骨最後の目撃証言者（* 1917年）[102]
- 4月12日 - フレッド・カサック、フランスの小説家、推理作家（* 1928年）[103]
- 4月12日 - セルヒオ・ピトル（英語版）、メキシコの外交官、作家、セルバンテス賞受賞者（* 1933年）[104]
- 4月12日 - ダフニー・シェルドリック（英語版）、ケニア出身のイギリスの自然保護活動家、デービッド・シェルドリック・トラスト（英語版）創立者（* 1934年）[105]
- 4月12日 - 照屋林三、日本の政治家、元沖縄県大宜味村長（* 1937年?）[106]
- 4月12日 - アーウィン・ゲージ、アメリカ合衆国のピアニスト（* 1939年）[107]
- 4月12日 - イブマリ・アリュー、フランスの日本近代詩研究者（* 1947年）[108]
- 4月13日 - ミロス・フォアマン、チェコスロバキア出身のアメリカ合衆国の映画監督（* 1932年）[109]
- 4月13日 - 甲斐重勝、日本の政治家、元宮崎県諸塚村長（* 1932年）[110]
- 4月14日 - ミラン・シュカンバ（チェコ語版）、チェコのヴァイオリニスト、スメタナ弦楽四重奏団メンバー（* 1928年）[111]
- 4月14日 - 石川實、日本の洋画家、元聖心女子大学教授（* 1929年）[112]
- 4月14日 - 蓑島良二、日本の方言研究家（* 1930年）[113]
- 4月14日 - 今充、日本の医師、医学者、弘前大学名誉教授（* 1932年）[114]
- 4月14日 - ハル・グリア、アメリカ合衆国のバスケットボール選手（* 1936年）[115]
- 4月14日 - ジャン＝クロード・マルゴワール、フランスの指揮者（* 1940年）[116]
- 4月14日 - 馬場元子、元全日本プロレス社長、元全日本プロレスオーナー、ジャイアント馬場夫人（* 1940年）[117]
- 4月14日 - カーク・サイモン（英語版）、アメリカ合衆国の映画監督（* 1954年）[118]
- 4月14日 - デヴィッド・バッケル（英語版）、アメリカ合衆国の弁護士、LGBT権利活動家（* 1957年）[119]
- 4月14日 - タニ、大韓民国の歌手（* 1997年）[120]
- 4月15日 - M・A・K・ハリデー、イギリス出身のオーストラリアの言語学者（* 1925年）[121]
- 4月15日 - ヴィットリオ・タヴィアーニ、イタリアの映画監督、タヴィアーニ兄弟長兄（* 1929年）[122]
- 4月15日 - 倉田弘、日本の政治家、元茨城県つくば市長、元茨城県新治郡桜村長（* 1930年）[123]
- 4月15日 - R・リー・アーメイ、アメリカ合衆国の元軍人、俳優（* 1944年）[124]

## (16日 - 30日)

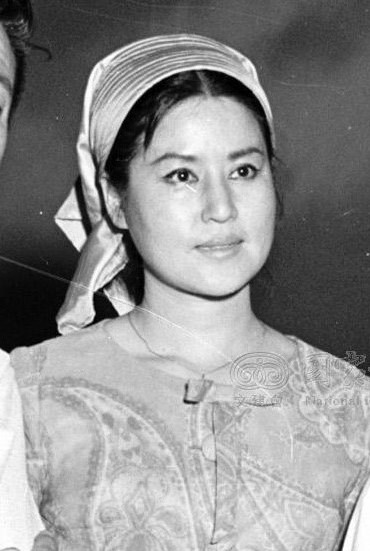
崔銀姫／4月16日没

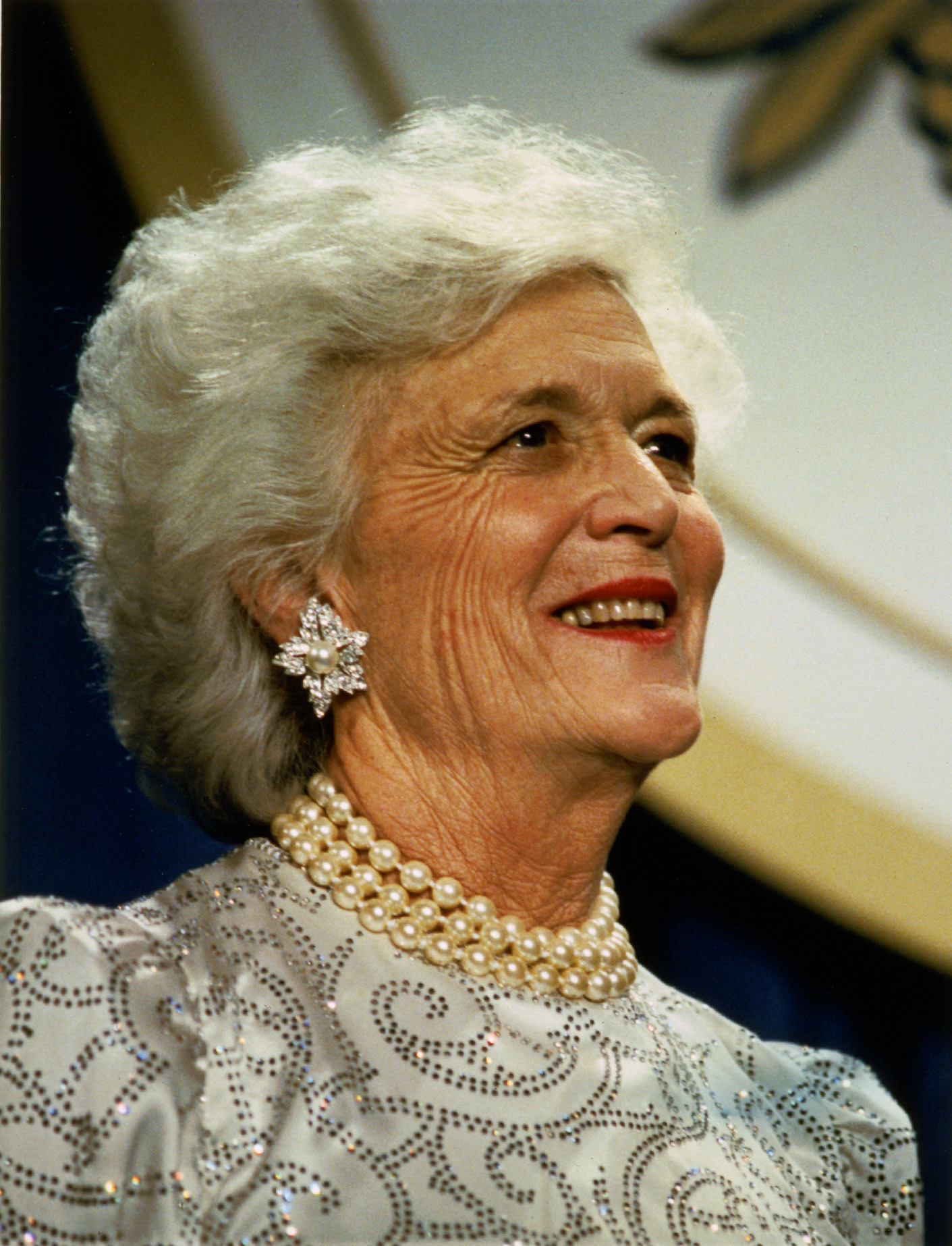
バーバラ・ブッシュ／4月17日没

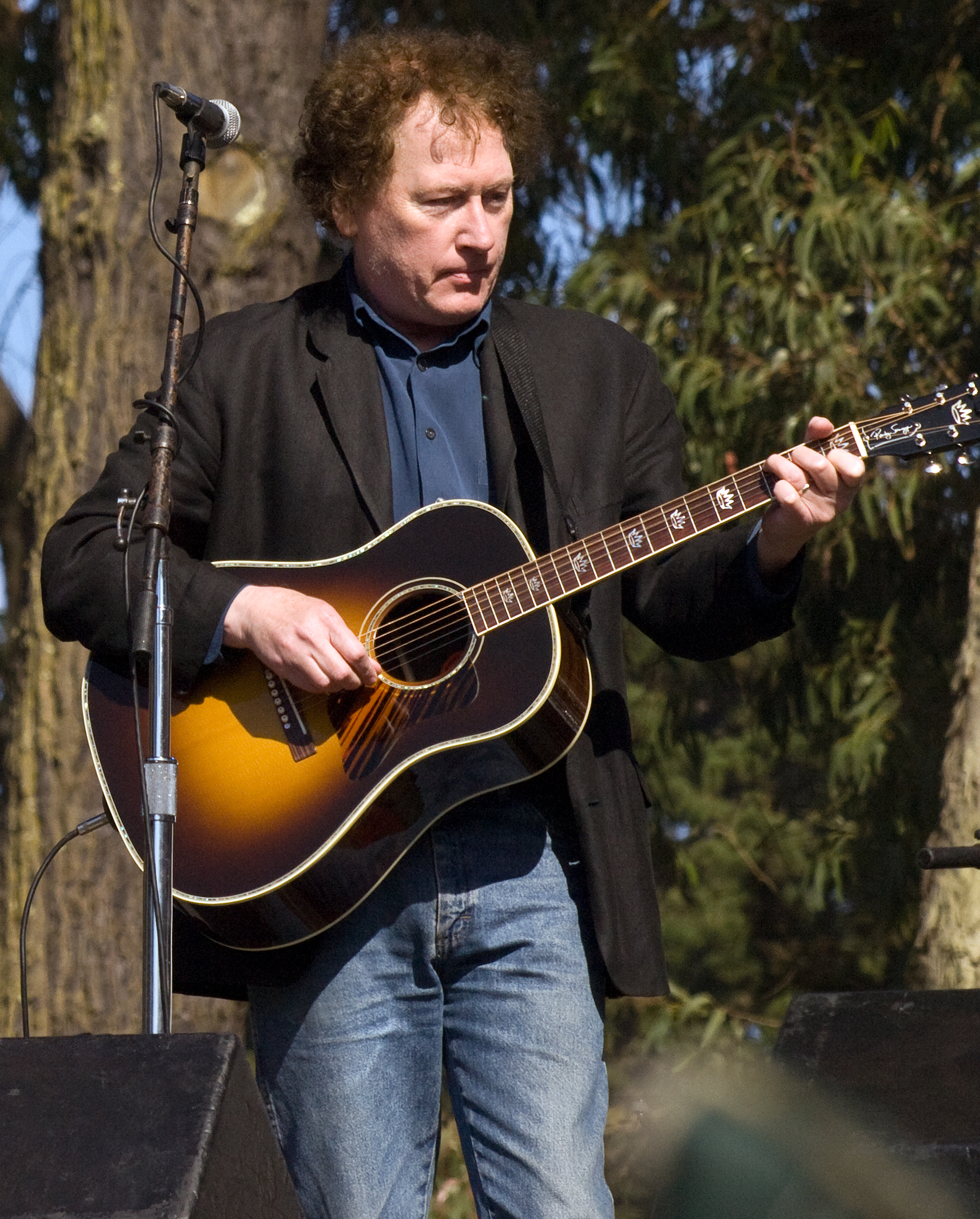
ランディ・スクラッグス／4月17日没

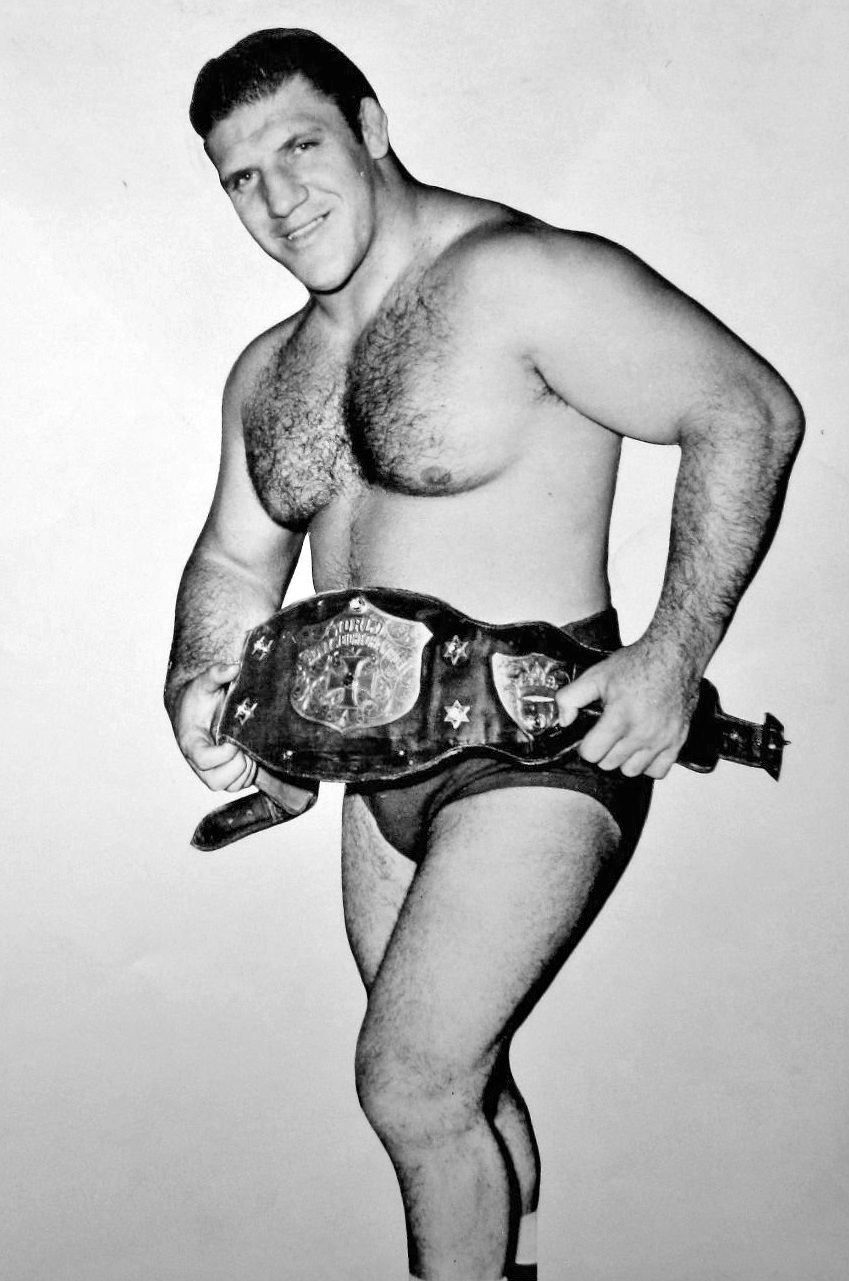
ブルーノ・サンマルチノ／4月18日没

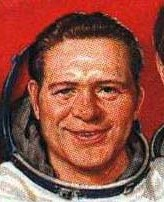
ウラジーミル・リャホフ／4月20日没

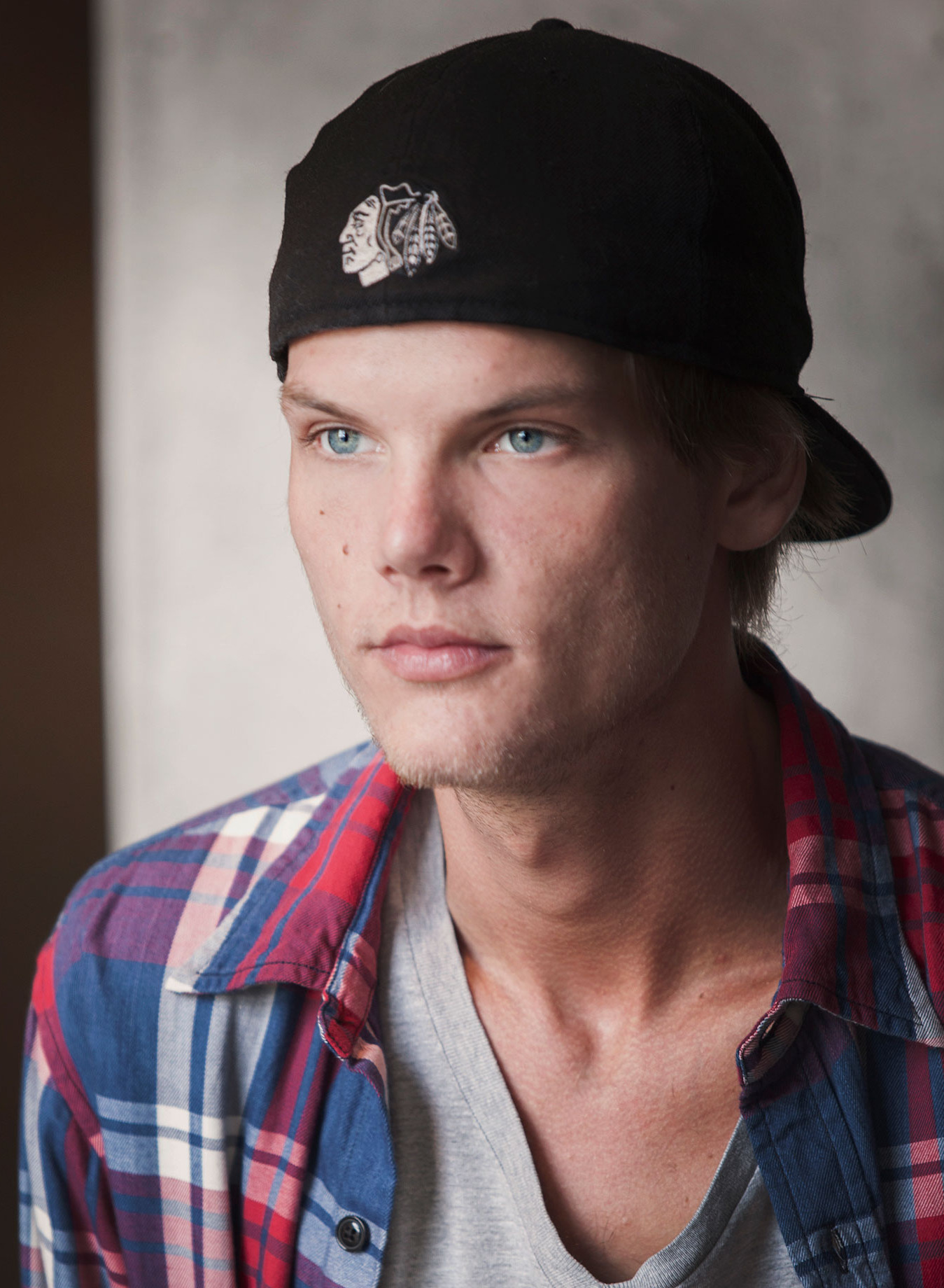
アヴィーチー／4月20日没

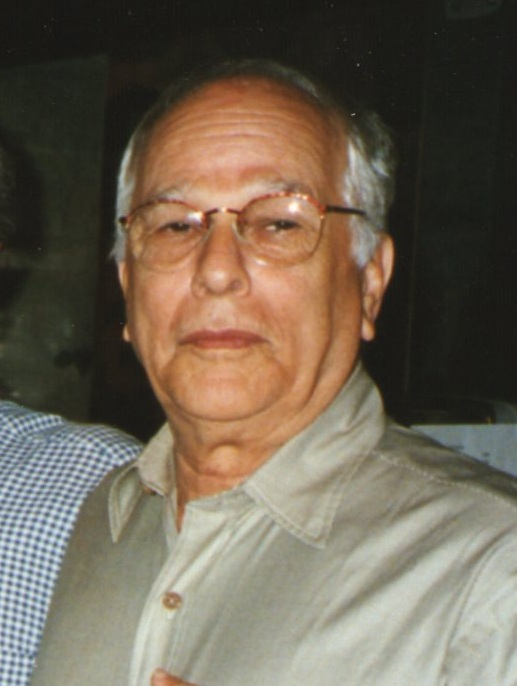
ネルソン・ペレイラ・ドス・サントス／4月21日没

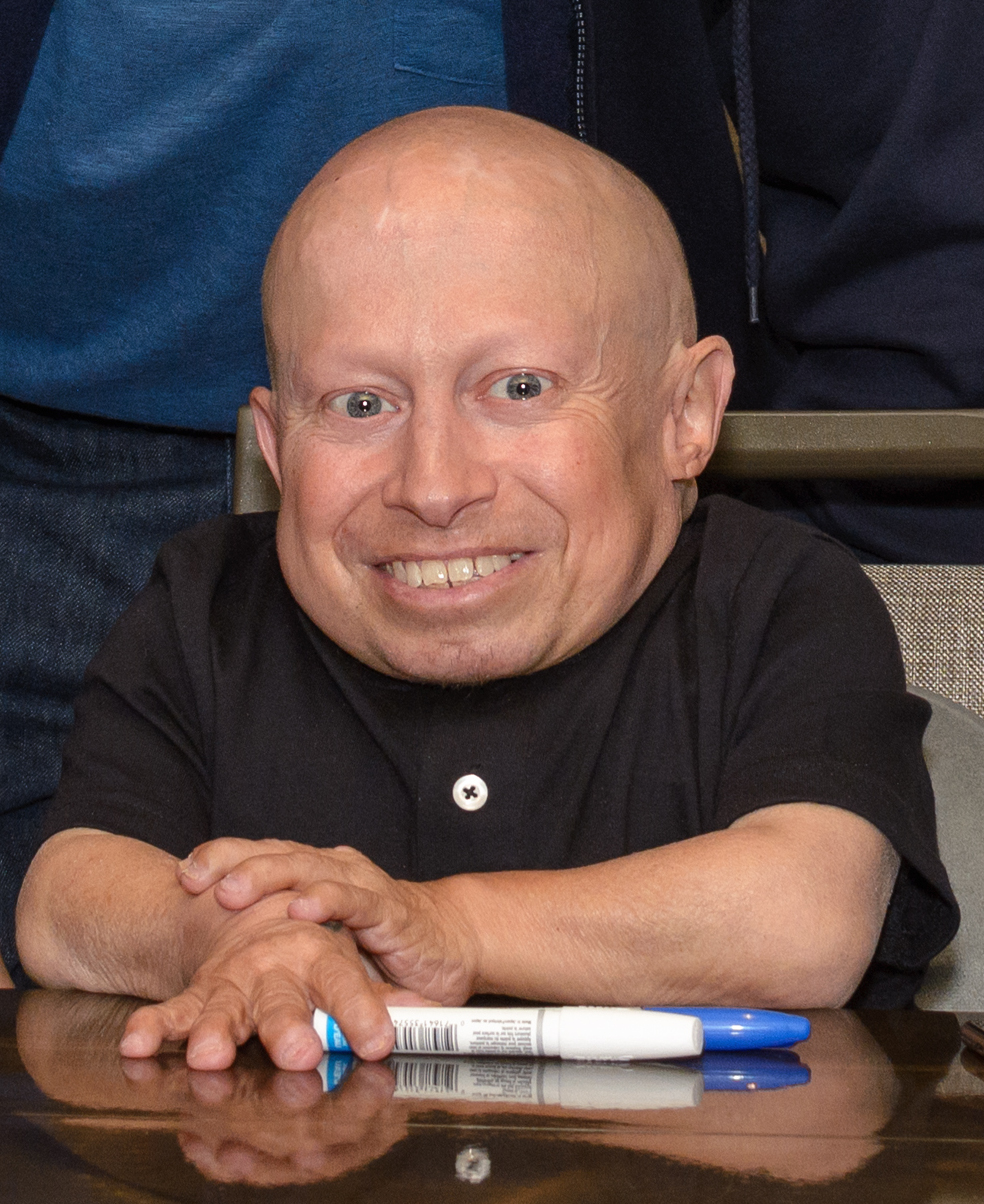
ヴァーン・トロイヤー／4月21日没

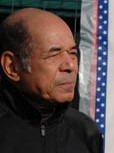
衣笠祥雄／4月23日没

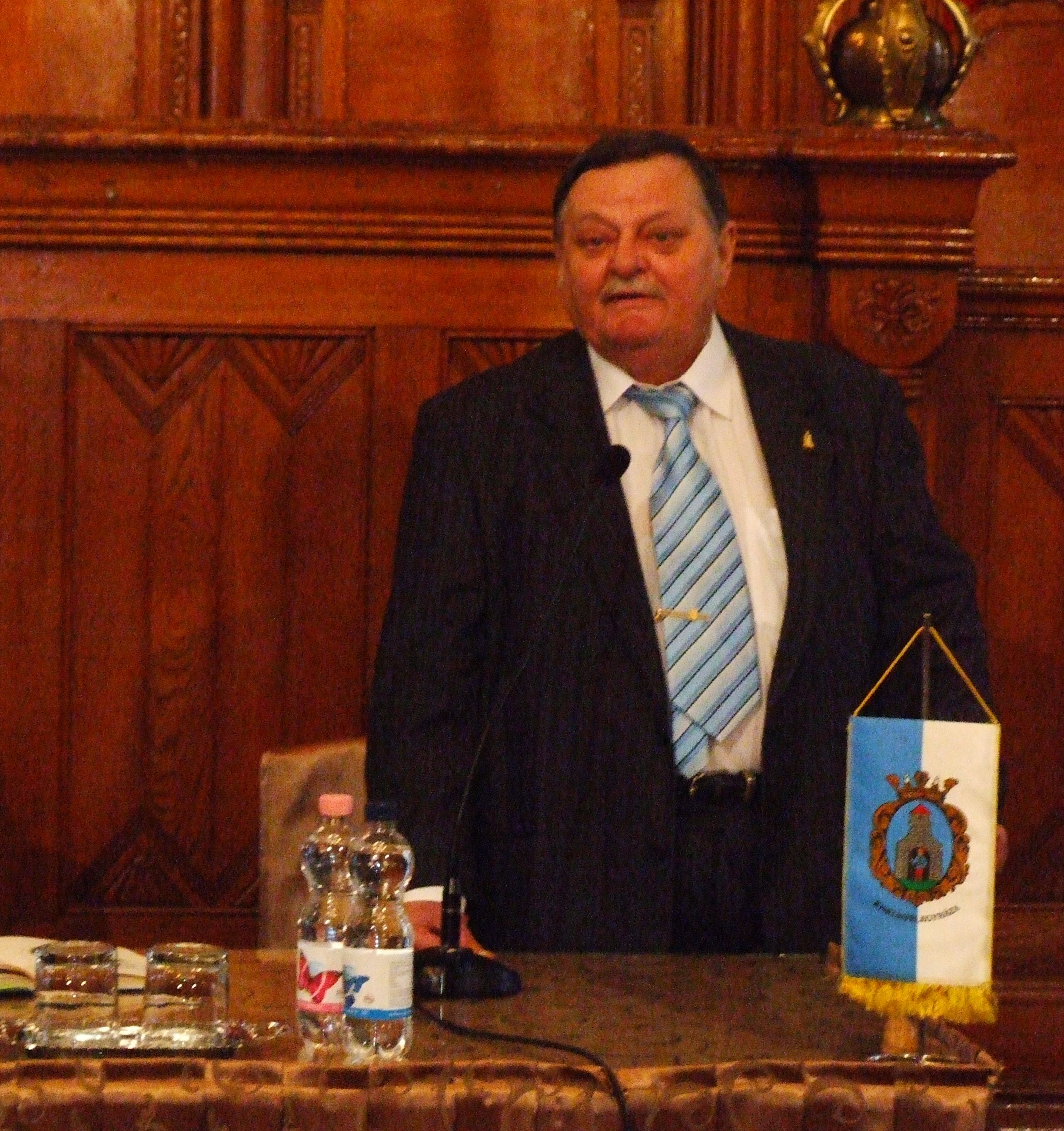
ベーラ・マジャーリ／4月23日没

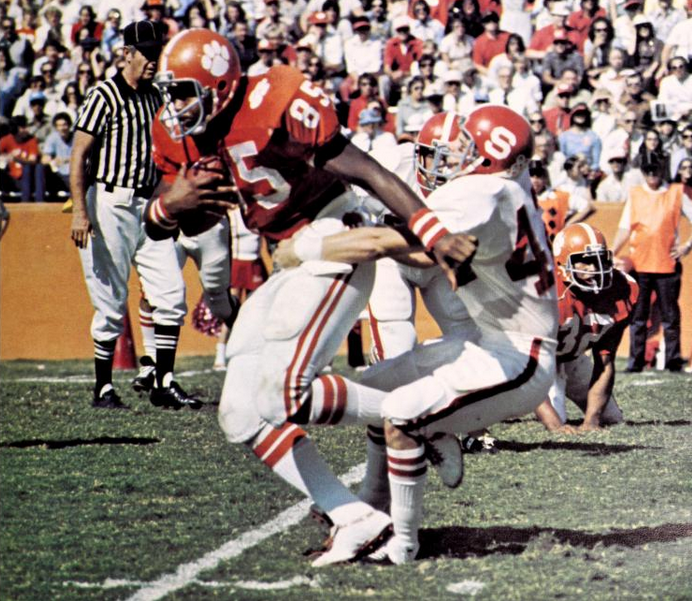
ベニー・カニンガム／4月23日没

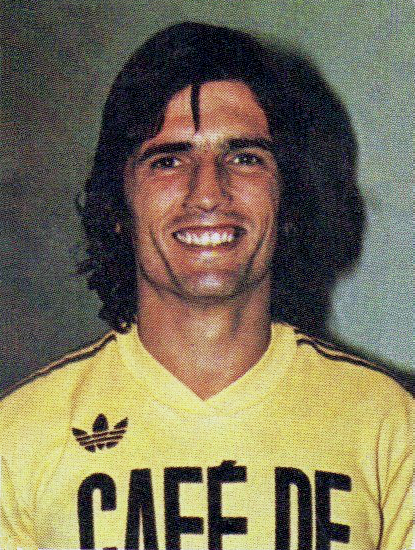
アンリ・ミシェル／4月24日没

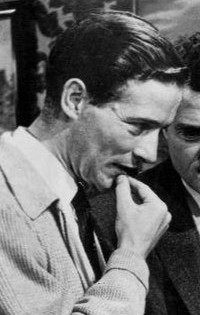
マイケル・アンダーソン／4月25日没

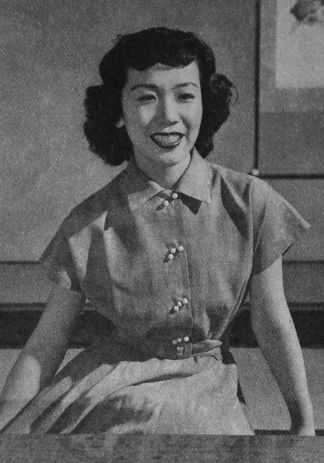
朝丘雪路／4月27日没

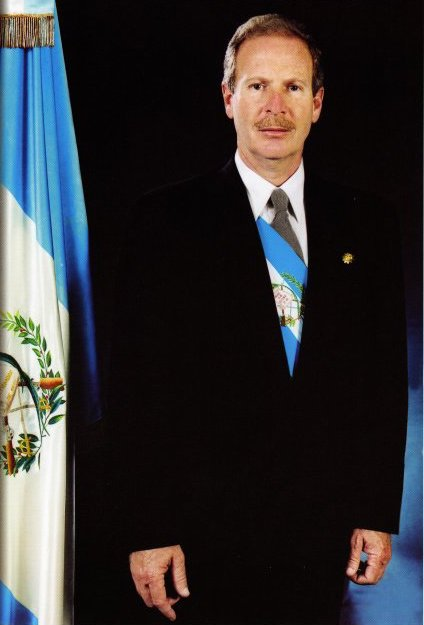
アルバロ・アルス／4月28日没

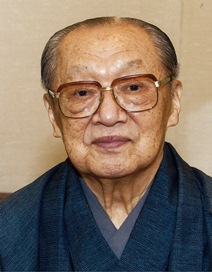
7代目竹本住大夫／4月28日没

- 4月16日 - 上前智祐、日本の画家（* 1920年）[125]
- 4月16日 - 平出勇、日本の政治家、元岐阜県上矢作町長（* 1923年?）[126]
- 4月16日 - 古屋安雄、日本の神学者、牧師、元聖学院大学大学院教授、国際基督教大学名誉教授（* 1926年）[127]
- 4月16日 - 崔銀姫、大韓民国の女優、元北朝鮮拉致被害者（* 1926年）[128]
- 4月16日 - 山崎尚見、日本の組織幹部、創価学会最高指導会議員、元副会長・副理事長（* 1932年）[129]
- 4月16日 - 都築譲、日本の政治家、元参議院・衆議院議員、元愛知県幡豆郡一色町長（* 1950年）[130]
- 4月16日 - マシュー・メロン（英語版）、アメリカ合衆国の投資家、メロン財閥御曹司（* 1964年）[131]
- 4月16日 - マキシム・ボロディン、ロシアのジャーナリスト（* 1986年）[132]
- 4月17日 - 菅原栄光、日本の僧侶、輪王寺第84世門跡（* 1924年）[133]
- 4月17日 - バーバラ・ブッシュ、アメリカ合衆国の元ファーストレディ、ジョージ・H・W・ブッシュ元大統領夫人（* 1925年）[134]
- 4月17日 - マルシア・ハフィフ（英語版）、アメリカ合衆国の画家（* 1929年）[135]
- 4月17日 - 山中衛、日本の実業家、元HOYA社長（* 1938年?）[136]
- 4月17日 - 順みつき、日本の女優（* 1948年）[137]
- 4月17日 - ランディ・スクラッグス、アメリカ合衆国の音楽プロデューサー、ソングライター（* 1953年）[138]
- 4月18日 - ブルーノ・サンマルチノ、イタリア出身のアメリカ合衆国のプロレスラー、元WWWF世界ヘビー級王者（* 1935年）[139]
- 4月18日 - 佐藤徳芳、日本のプラズマ理工学者、東北大学名誉教授（* 1938年）[140]
- 4月18日 - ポール・ジョーンズ、アメリカ合衆国のプロレスラー、マネージャー（* 1942年）[141]
- 4月18日 - 森雄二、日本の歌手、森雄二とサザンクロスリーダー（* 1942年）[142]
- 4月18日 - 森昭治、日本の大蔵官僚、第2代金融庁長官（* 1943年）[143]
- 4月18日 - 廣重毅、日本の空手家（* 1947年）[144]
- 4月18日 - 紀藤ヒロシ、日本の歌手、俳優（* 1950年）[145]
- 4月19日 - アニェス＝マリー・ヴァロワ（フランス語版）、フランスの修道女、ディエップの戦いでのカナダ軍負傷兵を看護した看護婦（* 1914年）[146]
- 4月19日 - 加藤慶二郎、日本の歯学者、岡山大学名誉教授（* 1926年?）[147]
- 4月19日 - 津波元徳、日本の政治家、元沖縄県佐敷町長（* 1936年?）[148]
- 4月19日 - 有吉威、日本の実業家、政治家、元直方市長（* 1937年）[149]
- 4月19日 - スチュワート・コールマン（英語版）、イギリスのベーシスト、元フライング・マシーン（英語版）メンバー（* 1944年）[150]
- 4月19日 - サーレハ・アリ・アル＝サマド（英語版）、イエメンの反政府勢力フーシの政治部門指導者、最高政治評議会議長（元首格）（* 1979年）[151]
- 4月20日 - ロイ・ベントレー（英語版）、イングランドのサッカー選手、元サッカーイングランド代表（* 1924年）[152]
- 4月20日 - ジョン・ストライド（英語版）、イギリスの俳優（* 1936年）[153]
- 4月20日 - パヴェル・シュルト（チェコ語版）、チェコの詩人、作家（* 1940年）[154]
- 4月20日 - ウラジーミル・リャホフ、ソビエト連邦出身のウクライナの宇宙飛行士（* 1941年）[155]
- 4月20日 - ハ・ヒョングァン、大韓民国の俳優（* 1966年）[156]
- 4月20日 - 渡辺えりか、日本のプロレスラー（* 1978年）[157]
- 4月20日 - アヴィーチー、スウェーデンの音楽プロデューサー、ディスクジョッキー（* 1989年）[158]
- 4月21日 - 田島ナビ、日本のスーパーセンテナリアン、世界最高齢の人物、19世紀生まれ最後の生存者（* 1900年）[159]
- 4月21日 - ネルソン・ペレイラ・ドス・サントス、ブラジルの映画監督（* 1928年）[160]
- 4月21日 - ユゲット・トゥランジョー（英語版）、カナダのメゾソプラノ歌手（* 1938年）[161]
- 4月21日 - ヴァーン・トロイヤー、アメリカ合衆国の俳優、小人症の人物（* 1969年）[162]
- 4月21日 - ファディ・モハマド・バッシュ（英語版）、パレスチナの電子工学者、大学講師、ハマースメンバー（* 1983年）[163]
- 4月22日 - 兼清正徳、日本の国文学者、元徳島文理大学教授（* 1914年）[164]
- 4月22日 - 渡部英之、日本の元プロ野球球団職員【広島東洋カープ所属】（* 1929年、もしくは1930年）[165]
- 4月22日 - 田端恒雄、日本の歯科補綴学者、東京医科歯科大学名誉教授（* 1929年）[166]
- 4月22日 - 古賀伸雄、日本の映画プロデューサー、元劇団俳優座代表取締役（* 1937年）[167]
- 4月22日 - 山田健二、日本の自動車技術者、チーム・ルマン技術部専任エンジニア（* 1964年）[168]
- 4月23日 - ボブ・ドロー（英語版）、アメリカ合衆国のジャズ演奏家、歌手、作曲家（* 1923年）[169]
- 4月23日 - 井本勇、日本の政治家、元佐賀県知事（* 1925年）[170]
- 4月23日 - ジェロルド・メインウォルド（英語版）、アメリカ合衆国の化学者、コーネル大学教授、ナカニシプライズ受賞者（* 1929年）[171]
- 4月23日 - 三木多聞、日本の美術評論家（* 1929年）[172]
- 4月23日 - アーサー・B・ルビンスタイン、アメリカ合衆国の作曲家（* 1938年）[173]
- 4月23日 - 衣笠祥雄、日本のプロ野球選手【広島東洋カープ所属】、野球解説者、国民栄誉賞受賞者（* 1947年）[174]
- 4月23日 - 田中宏暁、日本の運動生理学者、福岡大学名誉教授（* 1947年）[175]
- 4月23日 - 岸信行、日本の空手家（* 1948年）[176]
- 4月23日 - ベーラ・マジャーリ、ハンガリーの元軍人、宇宙飛行士（* 1949年）[177]
- 4月23日 - ベニー・カニンガム、アメリカ合衆国のアメリカンフットボール選手（* 1954年）[178]
- 4月24日 - 島袋正雄、日本の沖縄民謡歌手、人間国宝（* 1922年）[179]
- 4月24日 - 加藤忠蔵、日本の化学者、早稲田大学名誉教授（* 1922年）[180]
- 4月24日 - 田部浩三、日本の化学者、北海道大学名誉教授（* 1926年）[181]
- 4月24日 - 一噌仙幸、日本の能楽師、一噌流笛方、人間国宝（* 1940年）[182]
- 4月24日 - ハリトン・プッシュワグナー（ノルウェー語版）、ノルウェーのポップアーティスト（* 1940年）[183]
- 4月24日 - 増山豊、日本の工学者、金沢工業大学名誉教授（* 1946年）[184]
- 4月24日 - アンリ・ミシェル、フランスのサッカー選手、サッカー指導者、元サッカーフランス代表選手・監督（* 1947年）[185]
- 4月24日 - リック・ディッキンソン（英語版）、イギリスの工業デザイナー、ZX80・ZX81の外装デザイナー（* 1949年）[186]
- 4月24日 - 森田童子、日本のシンガーソングライター（* 1952年）[187]
- 4月24日 - ポール・グレイ（英語版）、オーストラリアのミュージシャン、ワワニー（英語版）メンバー（* 1963年）[188]
- 4月25日 - マイケル・アンダーソン、イギリスの映画監督（* 1920年）[189]
- 4月25日 - 永井洋二郎、日本のプロ野球選手【読売ジャイアンツ所属】（* 1923年）[190]
- 4月25日 - 松本真、日本の画家、美術史学者、元広島修道大学教授（* 1937年）[191]
- 4月25日 - アッバス・アター（英語版）、イランの写真家（* 1944年）[192]
- 4月25日 - 森本勇、日本の洋画家、京都精華大学名誉教授（* 1945年）[193]
- 4月25日 - 榎本てる子、日本の神学者、関西学院大学准教授（* 1962年）[194]
- 4月26日 - ジャンフランコ・パロリーニ（英語版）（フランク・クレイマー）、イタリアの映画監督（* 1925年）[195]
- 4月26日 - 藤枝晃雄、日本の美術評論家、武蔵野美術大学名誉教授（* 1936年）[196]
- 4月26日 - 石井義信、日本のサッカー選手・指導者、元サッカー日本代表監督（* 1939年）[197]
- 4月26日 - チャールズ・ネヴィル、アメリカ合衆国のサクソフォーン奏者、ネヴィル・ブラザーズメンバー（* 1939年）[198]
- 4月26日 - ファン・チャンホ（朝鮮語版）、大韓民国の俳優（* 1986年）[199]
- 4月27日 - ギルド・マホネス、アメリカ合衆国のジャズピアニスト（* 1929年）[200]
- 4月27日 - 朝丘雪路、日本のタレント、歌手、女優、舞踊家（* 1935年）[201]
- 4月27日 - ロイ・ヤング（英語版）、イギリスのロックンロール歌手、鍵盤楽器奏者（* 1937年）[202]
- 4月27日 - アルバロ・アルズ、グアテマラの政治家、第32代同国大統領（* 1949年）[203]
- 4月28日 - ジュディス・リーバー（英語版）、アメリカ合衆国のファッションデザイナー（* 1921年）[204]
- 4月28日 - 7代目竹本住大夫、日本の義太夫節太夫、人間国宝（* 1924年）[205]
- 4月28日 - アート・ポール（英語版）、アメリカ合衆国のグラフィックデザイナー、PLAYBOYロゴデザイナー（* 1925年）[206]
- 4月28日 - ジェイムズ・H．コーン（英語版）、アメリカ合衆国の神学者、黒人解放神学（英語版）提唱者（* 1936年）[207]
- 4月28日 - ラリー・ハーベイ（英語版）、アメリカ合衆国の芸術家、慈善活動家、バーニングマン発起人（* 1948年）[208]
- 4月28日 - 三浦哲郎、日本のサッカー指導者、名古屋グランパスエイト監督（* 1956年）[209]
- 4月28日 - アルフィー・エヴァンス（英語版）、イギリスの幼児、神経変性疾患患者（* 2016年）[210]
- 4月29日 - ルイス・ガルシア・メサ・テハダ（スペイン語版）、ボリビアの元軍人、元同国陸軍司令官、第68代同国大統領（* 1929年）[211]
- 4月30日 - 木下忠司、日本の作曲家（* 1916年）[212]
- 4月30日 - マンフレッド・ド・カルモ（英語版）、ブラジルの数学者（* 1928年）[213]
- 4月30日 - 荒瀬邦喜、日本の実業家、元兼松エレクトロニクス社長（* 1929年?）[214]
- 4月30日 - 東海林修、日本の作曲家・編曲家（* 1932年）[215]
- 4月30日 - イ・ジュング（英語版）、朝鮮出身のアメリカ合衆国のテコンドー師範（* 1932年）[216]
- 4月30日 - 小野田隆、日本の実業家、元住友海上火災保険社長（* 1932年?）[217]
- 4月30日 - ローズ・ローレンス（フランス語版）、フランスの歌手（* 1953年）[218]
- 4月30日 - ティム・カルバート（英語版）、アメリカ合衆国のギタリスト、元フォビドゥン・ネヴァーモアメンバー（* 1965年）[219]
- 4月30日 - シャー・マライ（英語版）、アフガニスタンのジャーナリスト、AFPカブール支局主任カメラマン（* 生年不詳）[220]

## (没日不明)
- 4月 - 高橋直輝（添田充啓）、日本の政治活動家、男組元組長（* 1973年）[221]